# Waka (łódź)

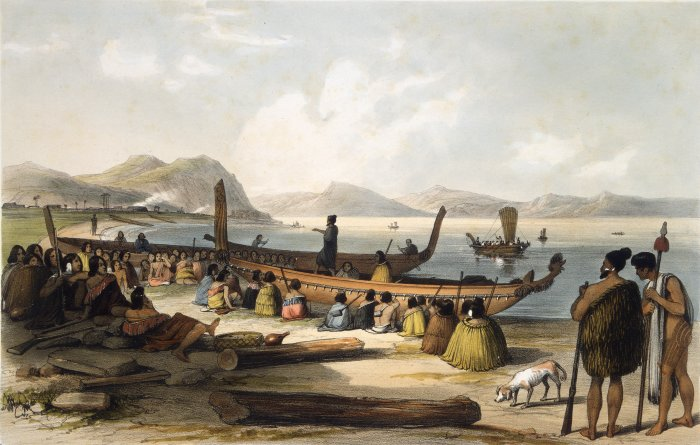
Waka taua (łodzie wojenne) na brzegach Bay of Islands, 1827–8

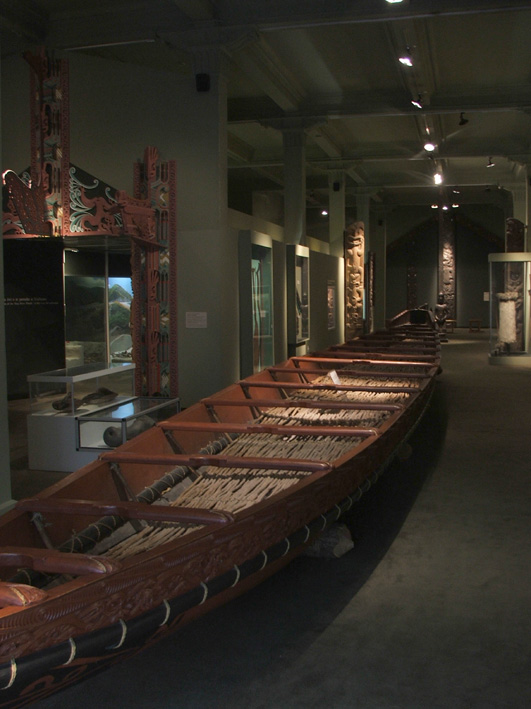
Waka taua w Otago Museum w Dunedin

Waka w języku maoryskim (a współcześnie również w nowozelandzkim angielskim) to maoryska łódź, zazwyczaj w kształcie canoe. Waka różniły się między sobą, od małych, prostych waka tīwai służących do łowienia ryb i poruszania się po rzekach, po duże, bogato zdobione waka taua, czyli łodzie wojenne mające do 40 m długości. W ostatnich latach zrekonstruowano kilka wielkich, dwukadłubowych waka, jakie służyły długim podróżom transoceanicznym. Takie łodzie można spotkać w całej Polinezji, gdzie funkcjonują podobne określenia: vaka, wa'a, lub va'a.

## Waka taua (łodzie wojenne)
Waka taua to duże łodzie, obsadzane nawet przez 80 wioślarzy-wojowników i długie do 40 metrów. Większość to jednokadłubowe dłubanki wycięte z jednego pnia drzewa. Największe waka, zwykle starannie rzeźbione i dekorowane, mogły składać się z kilku części na trwale spojonych ze sobą. Wraz z odradzaniem się kultury Māori, spotyka się coraz więcej nowo zbudowanych waka taua, które służą różnym grupom plemiennym przy wielu świątecznych okazjach.

## Łodzie oceaniczne
Transoceaniczne waka, niezależnie od rozmiaru, mogły posiadać napęd wiosłowy, ale największą szybkość osiągały wtedy, gdy stawiano żagle. Polinezyjscy zdobywcy Nowej Zelandii przybyli na wyspy w wielkich, żaglowych waka; niektórymi z nich były waka hourua, dwukadłubowe katamarany. Historie owych waka i ich nazwy przetrwały w historii mówionej (kōrero o mua) od czasów, gdy potomkowie przybyszów rozmnożyli się i podzielili na poszczególne iwi (plemiona) i hapu (klany). W rezultacie słowo waka jest używane dla określenia konfederacji iwi wywodzących się od wędrowców, którzy przybyli w jednym z pierwszych siedmiu katamaranów. Słowo to ma też wiele innych zastosowań w codziennym życiu Maorysów, odnosząc się do rybołówstwa i poszukiwania pożywienia.

## Waka ama (łodzie pływakowe)
Pierwsi podróżnicy europejscy mieli niejednokrotnie okazję napotykać maoryskie waka ama (pływakowe canoe). „Sydney Parkinson, rysownik towarzyszący pierwszej wyprawie kapitana Jamesa Cooka do Nowej Zelandii w roku 1769, a także niemiecki badacz Johann Reinhold Forster, który wędrował z Cookiem w 1773, opisali waka zaopatrzone w pływaki (ama, amatiatia or korewa)”. Już raczej rzadkie w czasach Cooka, waka ama pozostawały w pamięci Maorysów jeszcze w początkach XIX wieku. Termin waka ama pojawiał się w starych opowieściach, jak w historii Māui opublikowanej w roku 1854; Tregear także wspominał, że waka ama „należą do Maori”. Z biegiem lat jednak zarówno pływakowe, jak i dwukadłubowe waka zniknęły ze świadomości Maorysów; wątpliwe, czy nawet najstarsi mieszkańcy Nowej Zelandii widzieli je kiedykolwiek. Maoryjskie słowa, m.in. ama i kiato, odnotowane przez wczesnych europejskich osadników sugerują, że maoryskie łodzie pływakowe były identyczne z tymi ze środkowej Polinezji. 
W ostatnich latach regaty waka ama, sprowadzone do Nowej Zelandii z innych obszarów Pacyfiku w latach osiemdziesiątych i dziewięćdziesiątych XX wieku, odbywają się przy użyciu high-tech canoe z hawajskich lub tahitańskich stoczni i stają się coraz bardziej popularną dziedziną sportu.

## Inne materiały
Niektóre waka, szczególnie na wyspach Chatham, nie były zwykłymi canoe, bowiem budowano je z włókien raupo (papirusu) bądź lnu.

## Dalsze znaczenia
Słowo waka jest również używane w tak szerokim zakresie, że można je przetłumaczyć jako „pojemnik”, „naczynie” bądź „pojazd”. Waka huia to zdobne naczynie przeznaczone do przechowywania taonga (skarbów) jak np. wysoce cenionych piór wymarłego ptaka Heteralocha acutirostris służących za przybranie głowy. Dzisiejsi Maorysi używają słowa waka w odniesieniu do samochodów, łącznie z wyrazem motokā (motorcar). Pojawiły się też neologizmy: waka-rere-rangi (dosłownie: waka, który pływa po niebie) ma oznaczać samolot, waka hari hino (waka, co przewozi ropę) to tankowiec, a waka niho (tłuste naczynie) – miska olejowa.